# Nigehörn
Nigehörn és una illa artificial alemanya deshabitada al llevant de la badia de Helgoland, a la plana de marea l'estuari del riu Elba i part del barri de Neuwerk, un exclavament del districte Hamburg-Mitte. Té una superfície de 50 hectàrees i fa part del parc natural nacional Hamburgisches Wattenmeer, considerat com un geòtop d'importància supraregional.

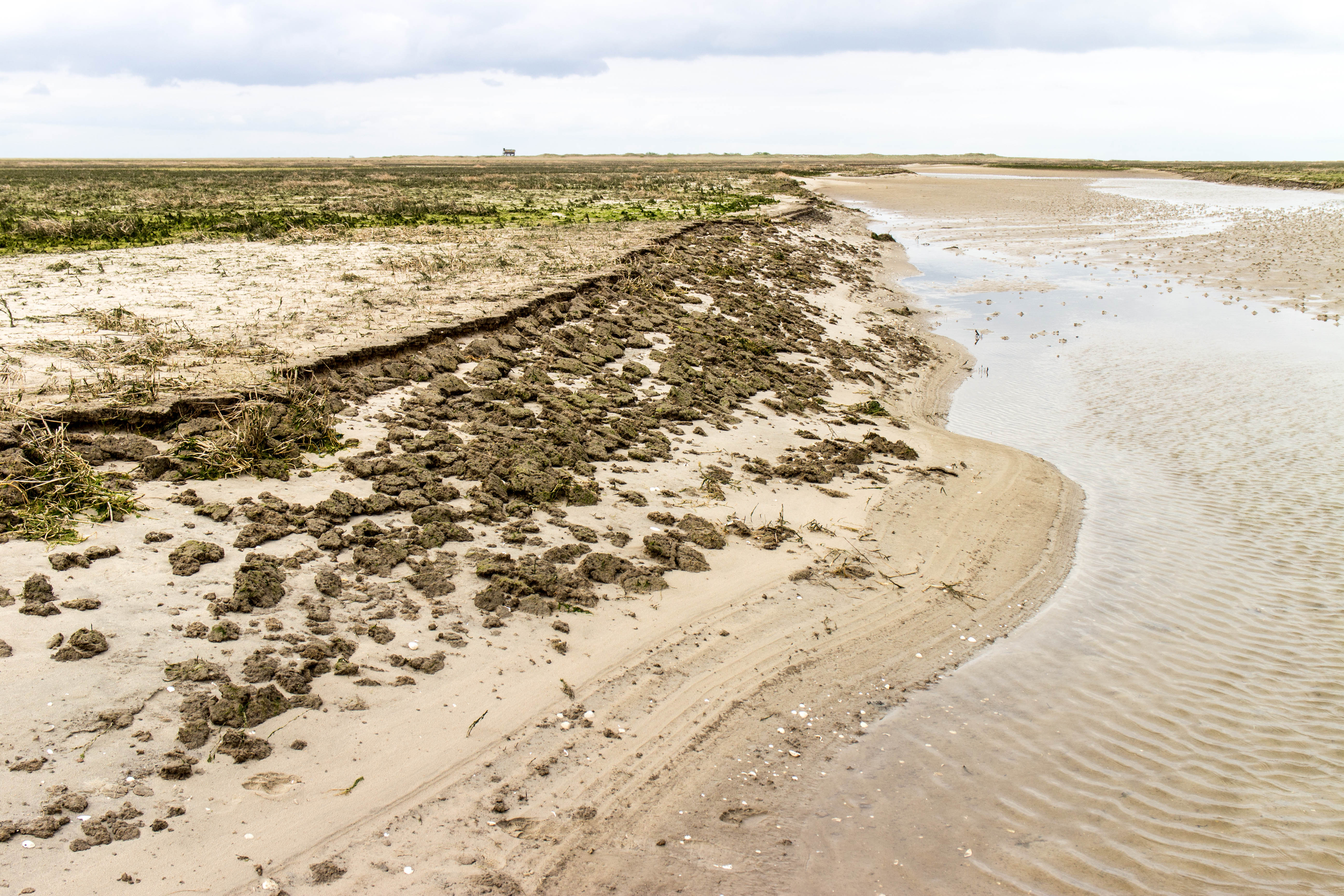
El priel de les prats salats de Scharhörn

El banc de sorra de Scharhörn ja es troba a les primeres cartes de Willem Blaeu. Després de recuperar el 1969 pel Pacte de Cuxhaven (1961) la zona perduda per la Llei de l'àrea metropolitana, la ciutat d'Hamburg va crear l'illa el 1989 per l'aport de 1,2 milions de metres cúbics de sorra a una superfície inicial de 30 hectàrees. Hauria hagut de compensar la pèrdua d'hàbitat per a l'avifauna, si s'haguès construït l'avantport de Niewark d'alta mar projectat pel port d'Hamburg, limitat pel calat de l'Elba.
S'hi van posar feixos de tiges de fusta per captar la sorra portada pel vent i fomentar la creació de dunes pioneres. Aquestes van atreure plantes pioneres de manera natural, que al seu torn van fixar la sorra, fins a fer créixer l'illa de manera natural. El 2004 ja tenia una superfíci de cinquanta hectàrees. Deu anys més tard ja van arribar els primers arbres pioners. A mitjans dels anys 1990 el wad (la plana de marea) entre Nigehörn i Scharhörn encara no es podia travessar a plenamar. Unes primeres illes de vegetació es van desenvolupar. La sedimentació va fer que el wad va pujar i a poc a poc les dues illes s'apropen fins que un dia formaràn només una sola illa, una experiència a mida natural que passiona els geòlegs.